# Wärtsilä, Helsingforsvarvet
Wärtsilä, Helsingforsvarvet (finska: Wärtsilä, Hietalahden telakka) , eller Sandvikenvarvet, var ett skeppsvarv på Munkholmen, som var en efterträdare  till Ab Sandvikens Skeppsdocka och Mekaniska Verkstad. Detta hade i sin tur fortsatt verksamheten i det 1865 grundade företaget Helsingfors Skeppsdocka. 
Maskin och Brobyggnads Ab hade 1926 köpt Sandvikens Skeppsdocka och Mekaniska Verkstad och Wärtsilä köpte i sin tur Maskin och Bro 1935. Sandvikenvarvet drevs under de första åren efter Wärtsiläs övertagande som ett eget dotterdotterbolag till Wärtsilä, men integrerade helt i Wärtsiläkoncernen 1938. År 1966 fick det benämningen "Oy Wärtsilä Ab Helsingforsvarvet".

## Varvet under nya ägare
Helsingforsvarvet ingick i det 1987 bildade Wärtsilä Marinindustri, som var majoritetsägt av Wärtsilä och minoritetsägt av Valmet. Detta företag gick i konkurs 1989. Verksamheten fortsatte omedelbart i Masa-Yards, som 1991 övertogs av norska Kvaerner och döptes om till Kvaerner Masa-Yards. Detta företag slogs samman 2004 med Finnyards till Aker Finnyards, som 2006 döptes om till Aker Yards.
Aker Yards köptes 2008 av sydkoreanska STX Europe och döptes om till STX Finland. Detta företag hamnade i ekonomiska problem och upplöstes omkring 2014. Därvid omorganiserades Sandvikenvarvet till samriskföretaget Arctech Helsinki Shipyard Oy, hälftenägt av vardera STX och ryska United Shipyards Corporation, vilket senare blev ensam ägare 2015.
Arctech Helsinki Shipyard bytte 2019 ägare och fortsatte verksamheten under namnet Helsinki Shipyard Oy.

## Isbrytare
Inom Wärtsilä upparbetades en kompetens för att konstruera och tillverka isbrytare för Östersjö- och arktiska förhållanden. Sandvikenvarvet fick redan på 1930-talet isbrytare som en specialitet.

## Bildgalleri

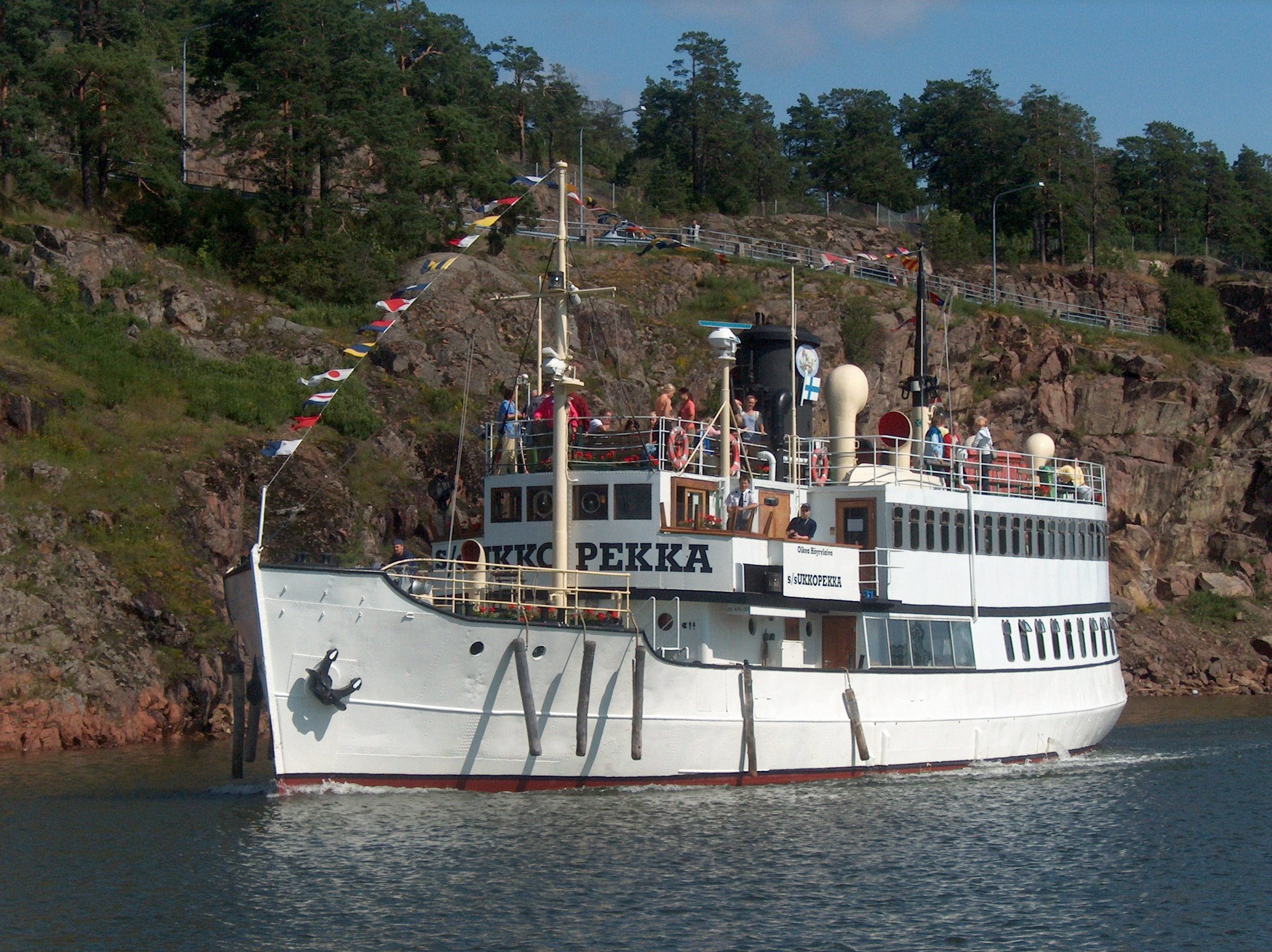
S/S Turku, senare S/S Ukkopekka, byggd 1938 som inspektionsbåt för Sjöfartsverket i Finland
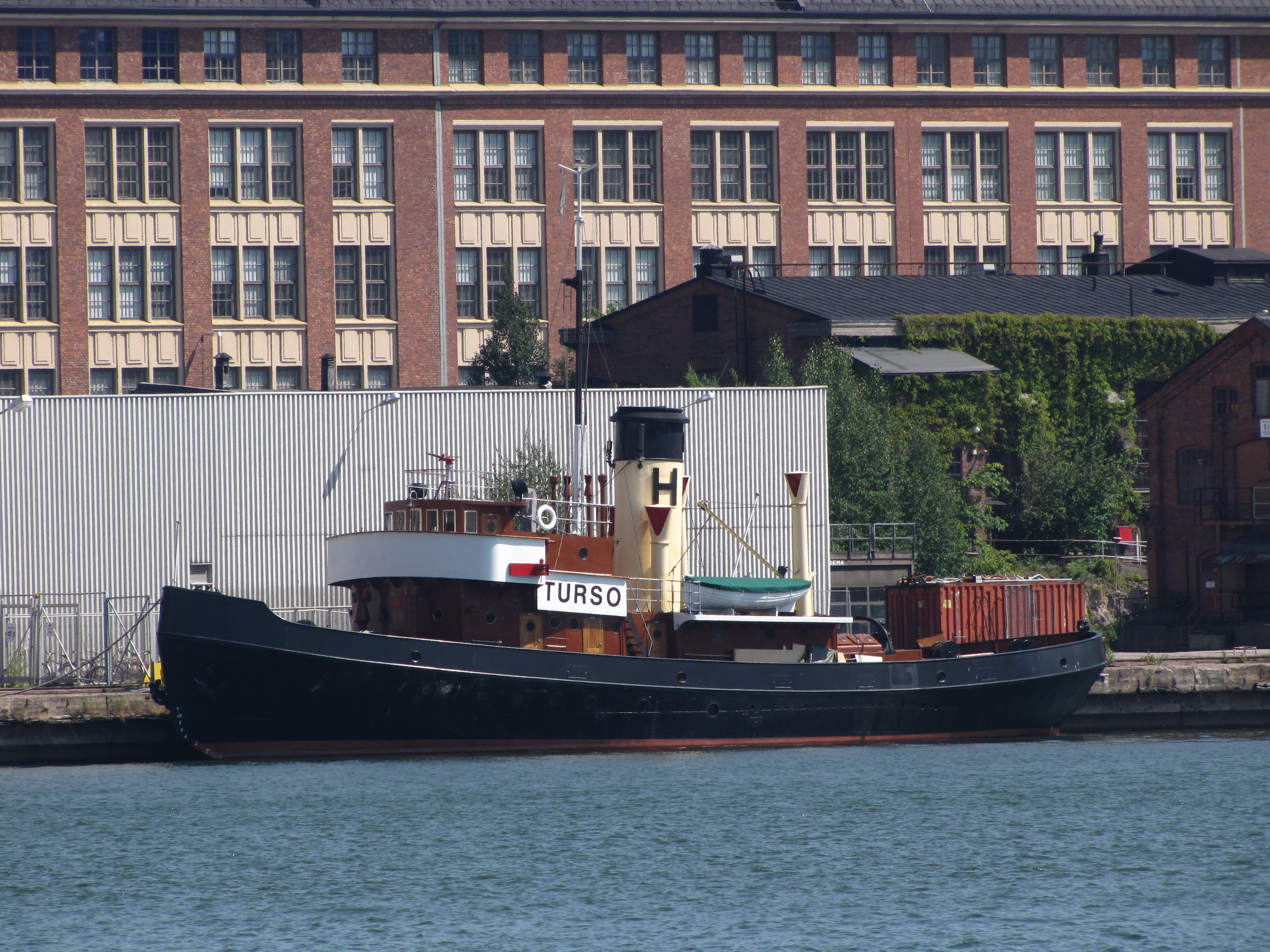
S/S Turso, isbrytande bogserbåt, byggd 1944 för Sjöfartsverket i Finland
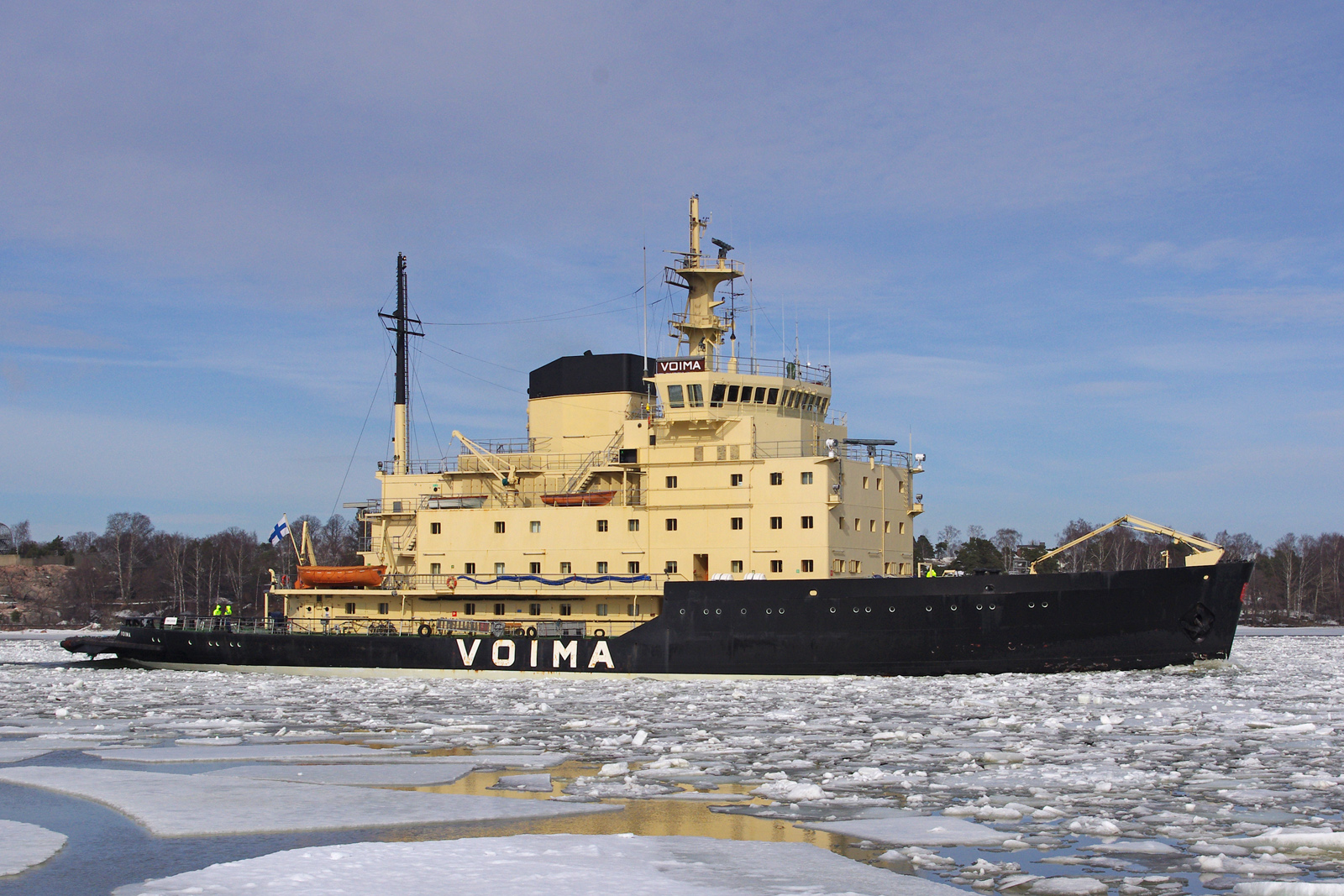
Isbrytaren Voima, byggd 1954 för Sjöfartsverket i Finland
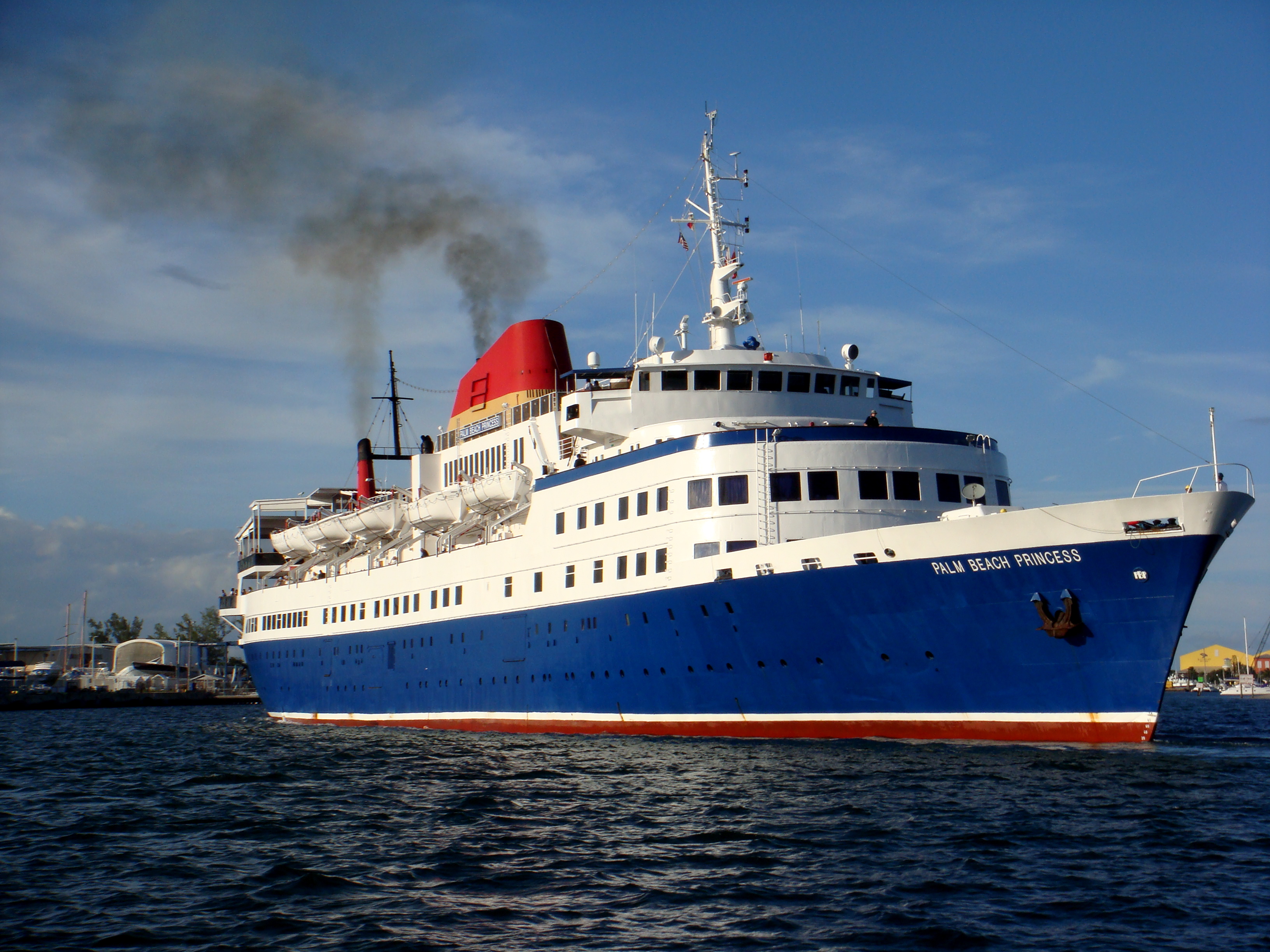
M/S Ilmatar, byggd 1964 för Finska Ångfartygs Ab
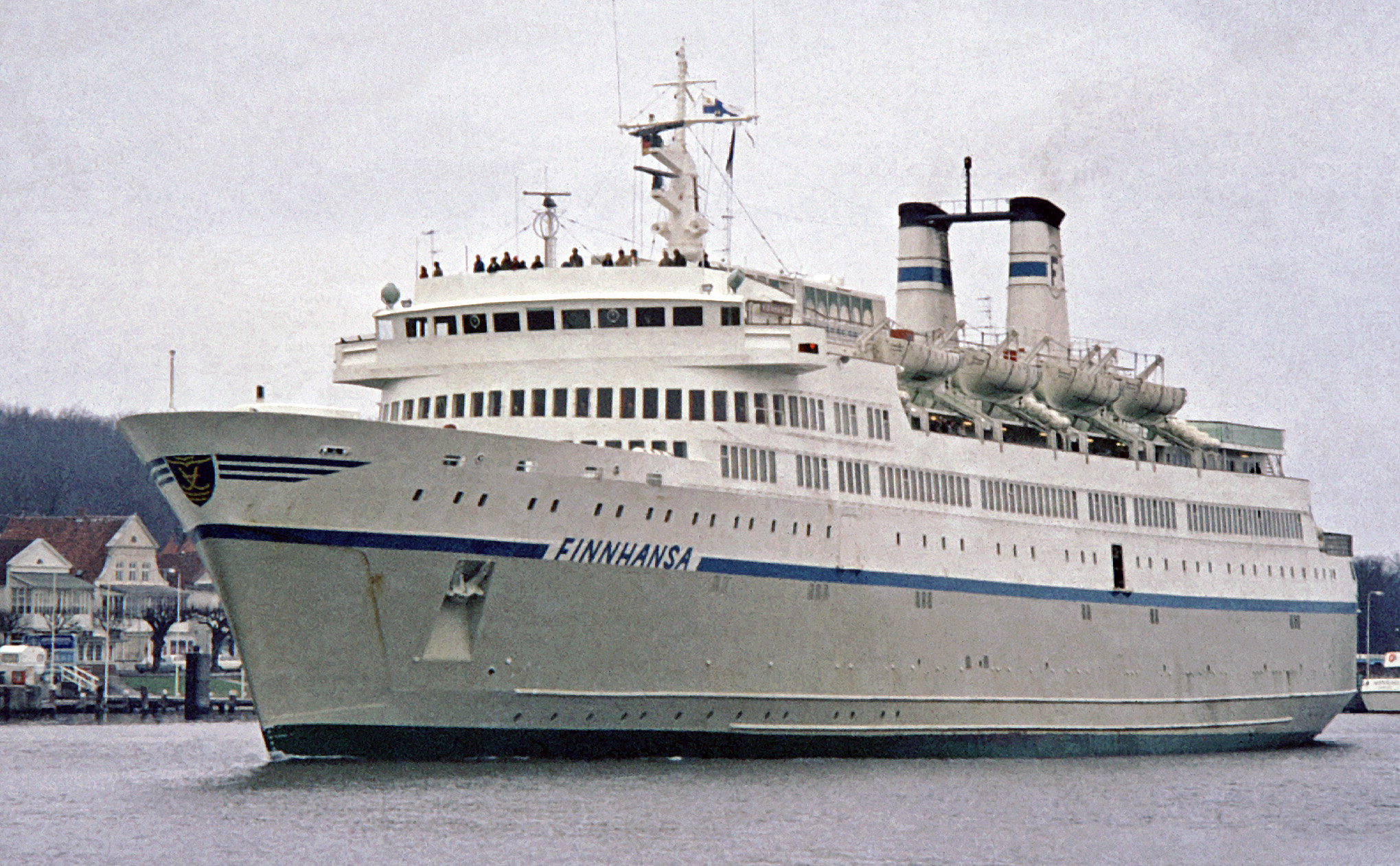
M/S Finnhansa, byggd 1966 för Finnlines
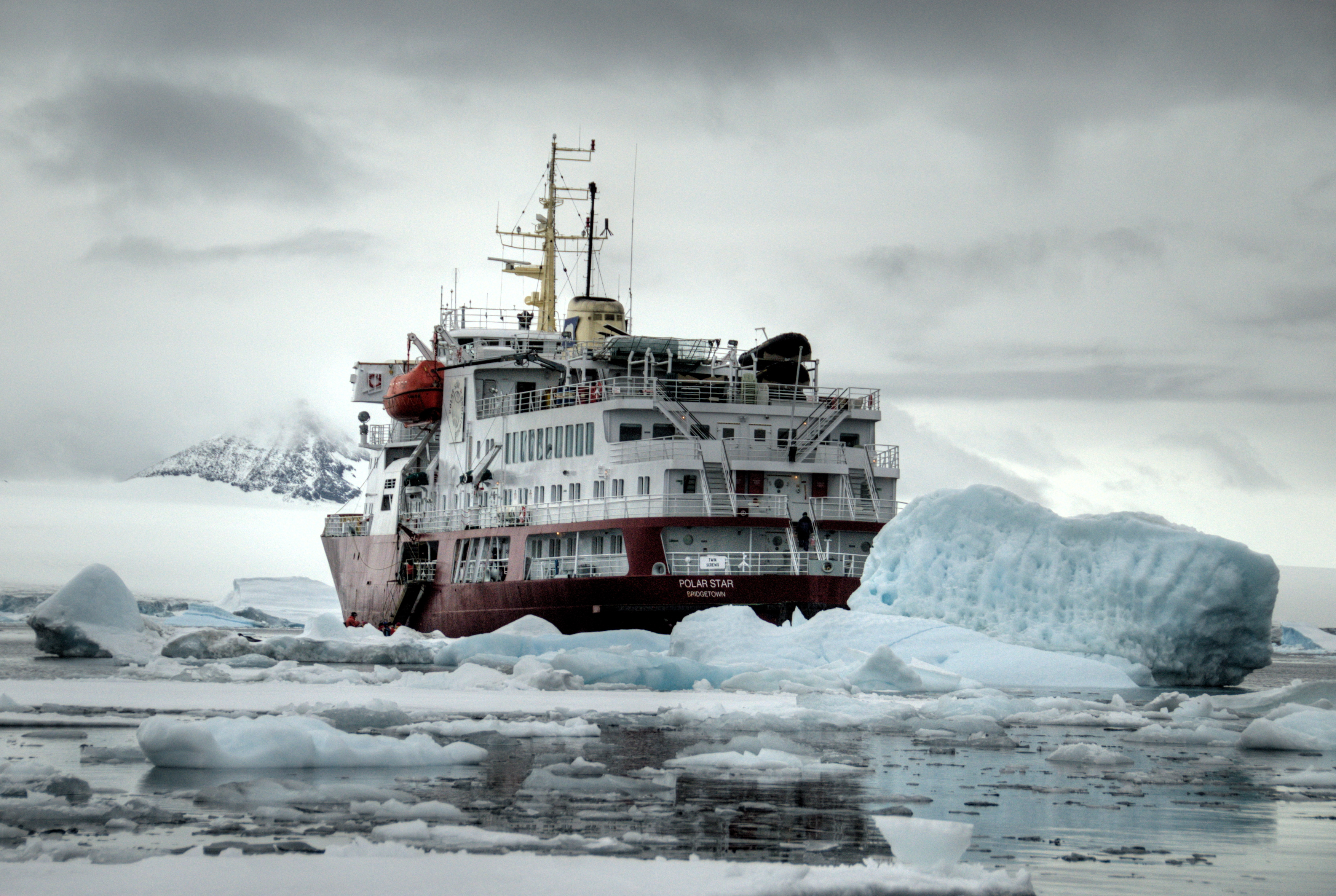
Isbrytaren Njord, byggd 1969 för Sjöfartsverket i Sverige
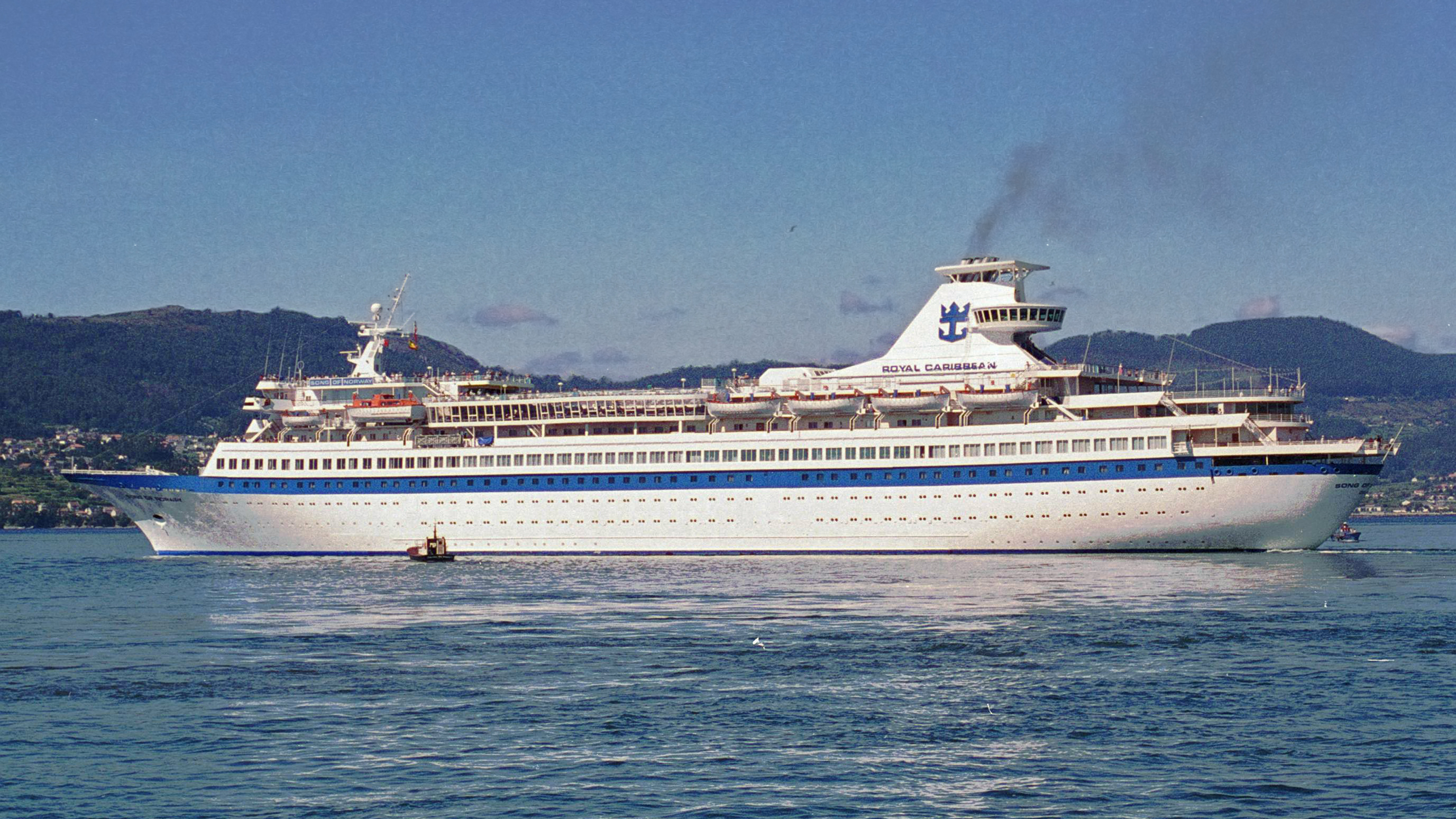
M/S Song of Norway, byggd 1970 för Royal Caribbean Cruise Line
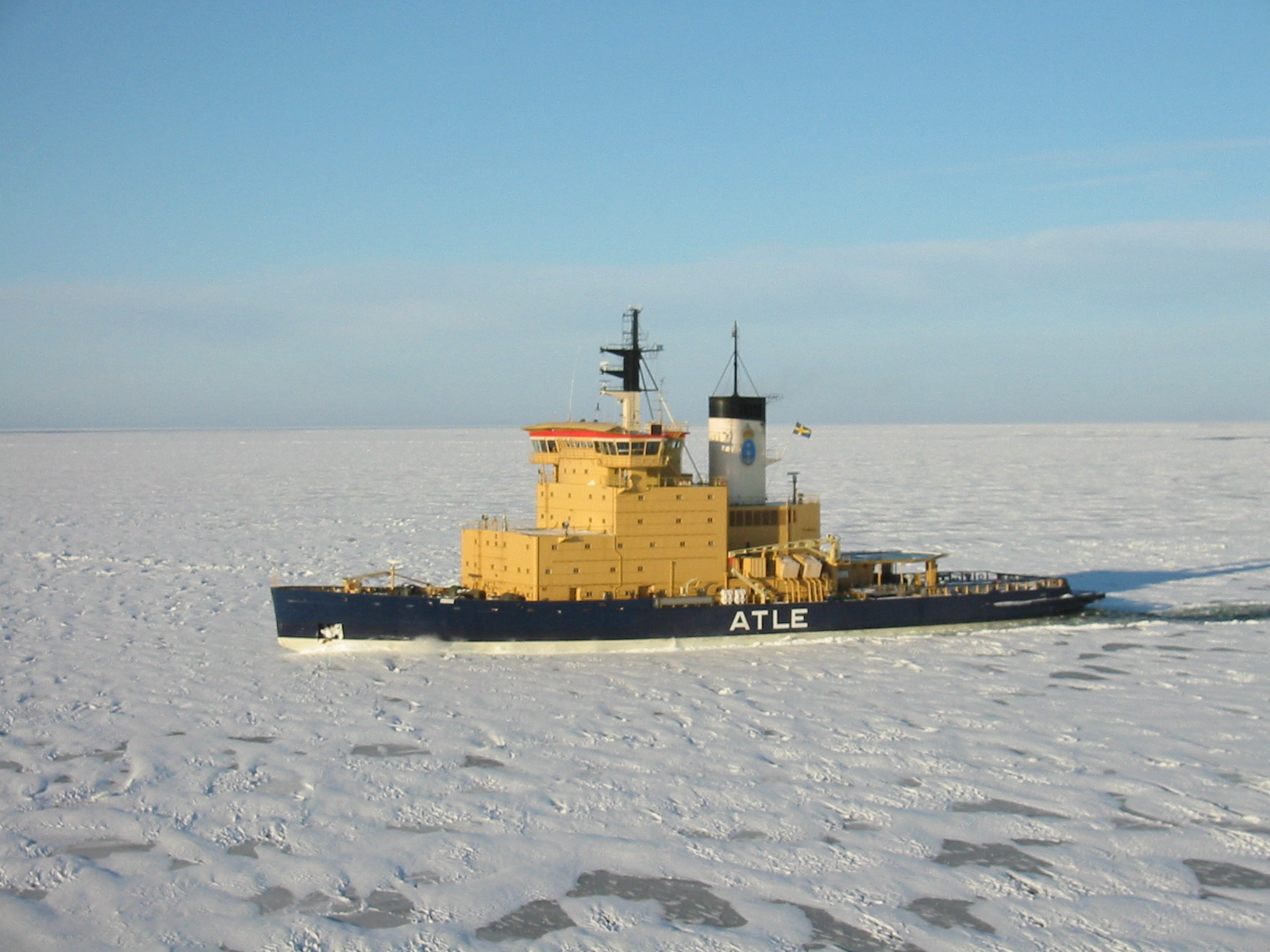
Isbrytaren Atle, byggd 1974 för Sjöfartsverket i Sverige
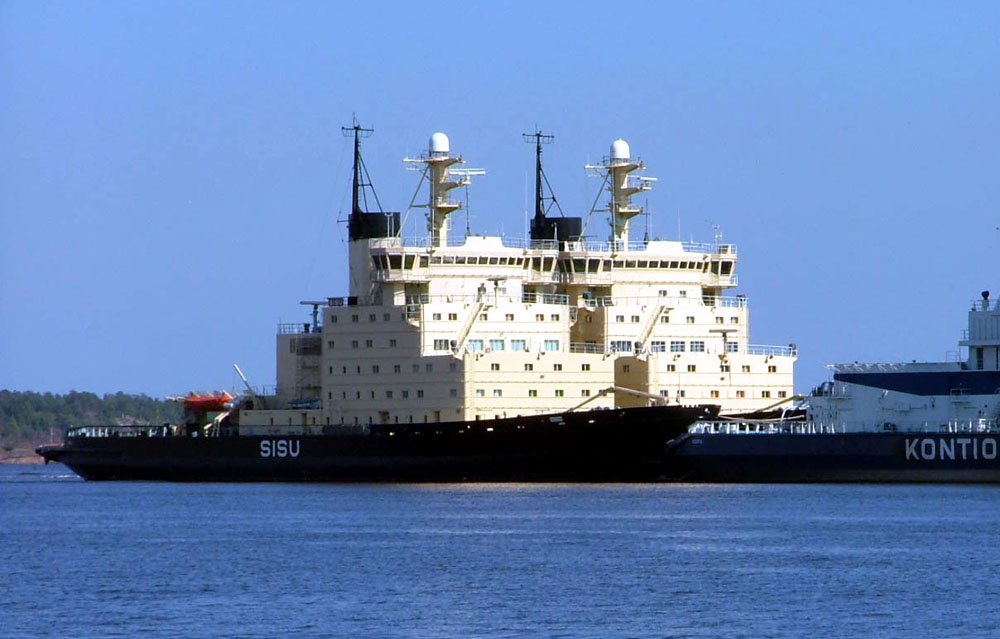
Isbrytarna Sisu och Urho, byggda 1975–1976 för Sjöfartsverket i Finland
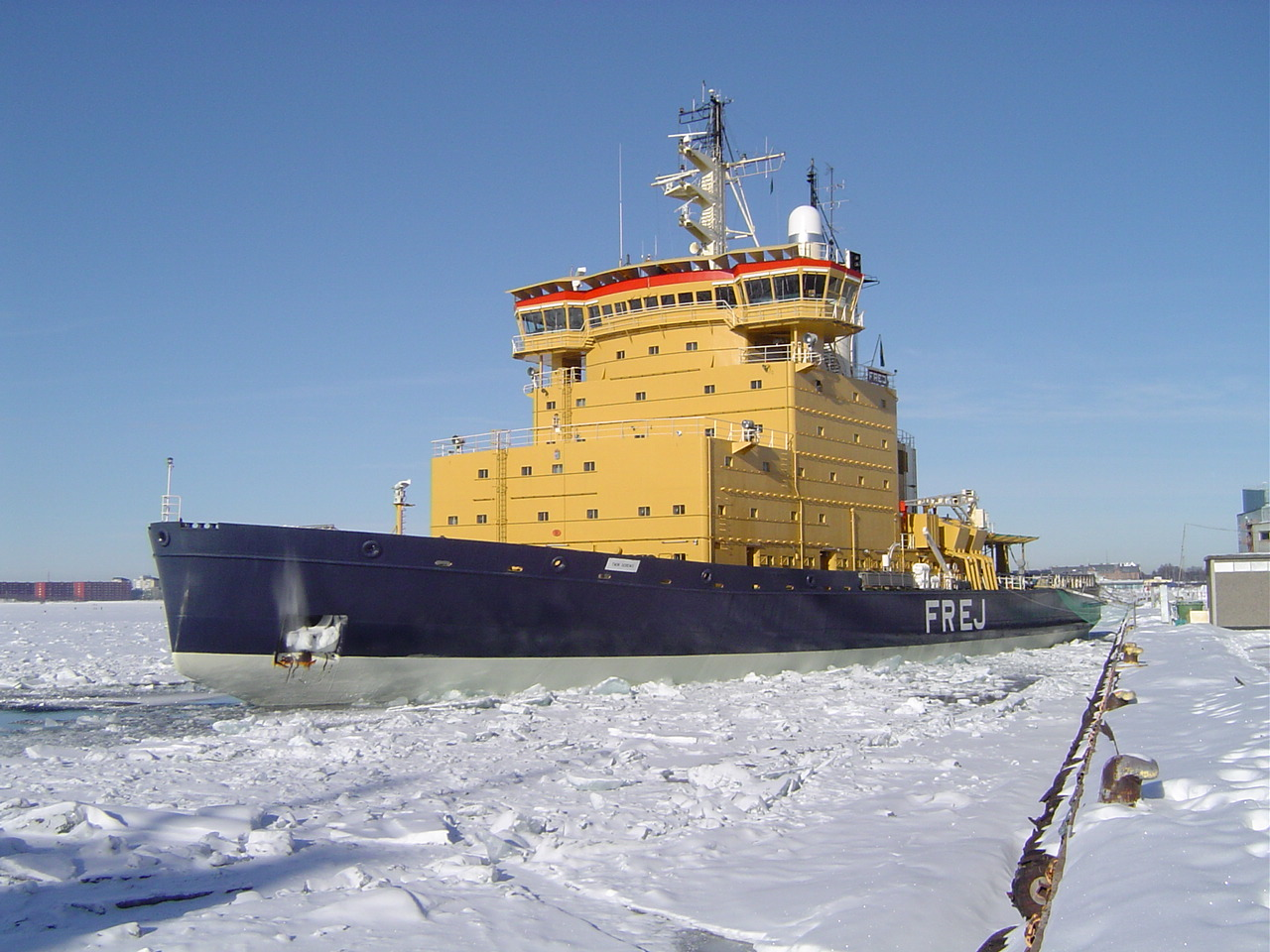
Isbrytaren Frej, byggd 1975 för Sjöfartsverket i Sverige
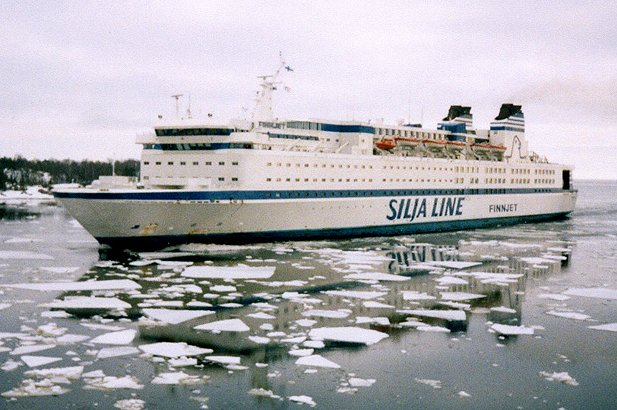
GTS Finnjet, byggd 1977 för Finnlines
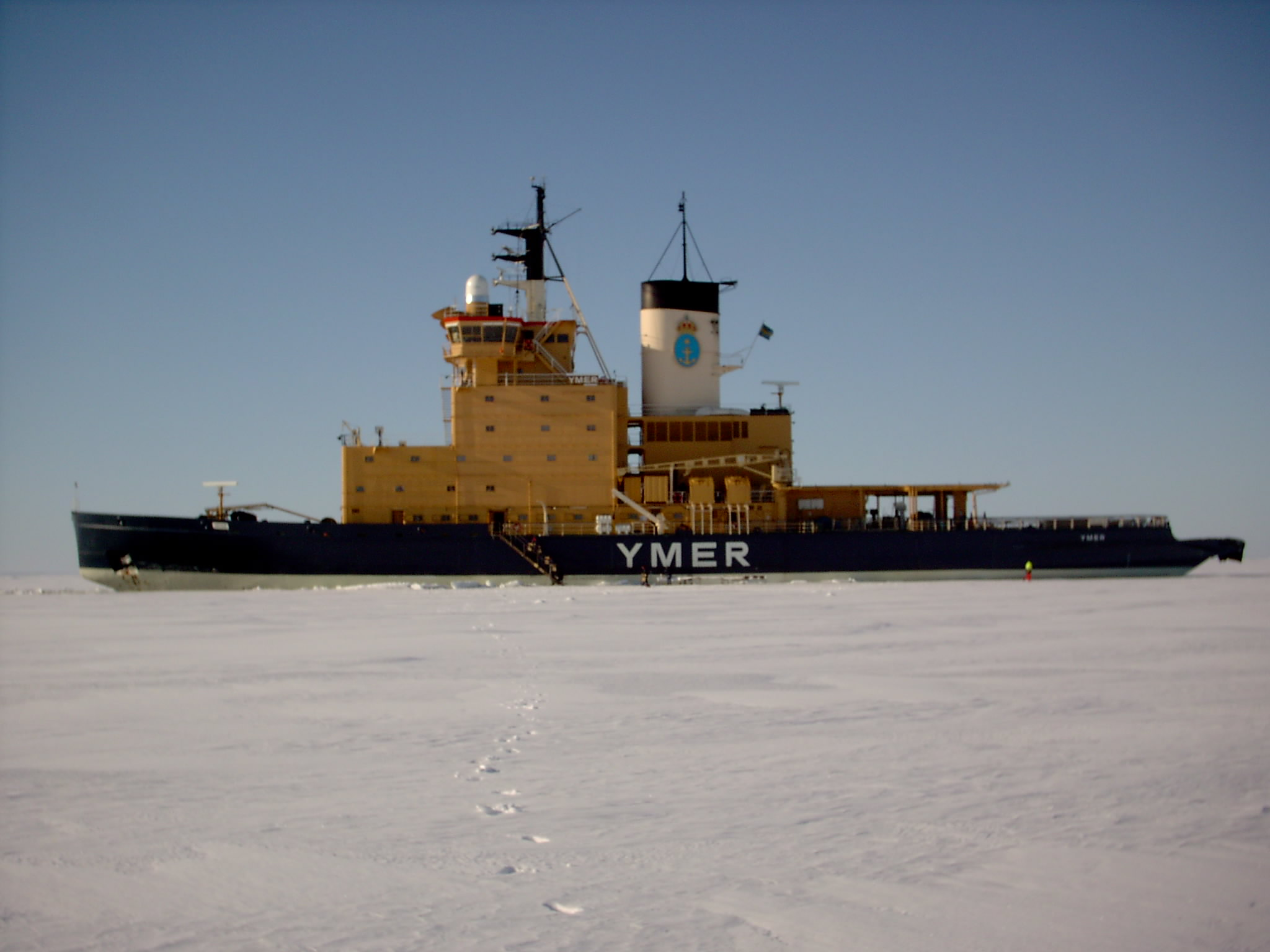
Isbrytaren Ymer, byggd 1977 för Sjöfartsverket i Sverige
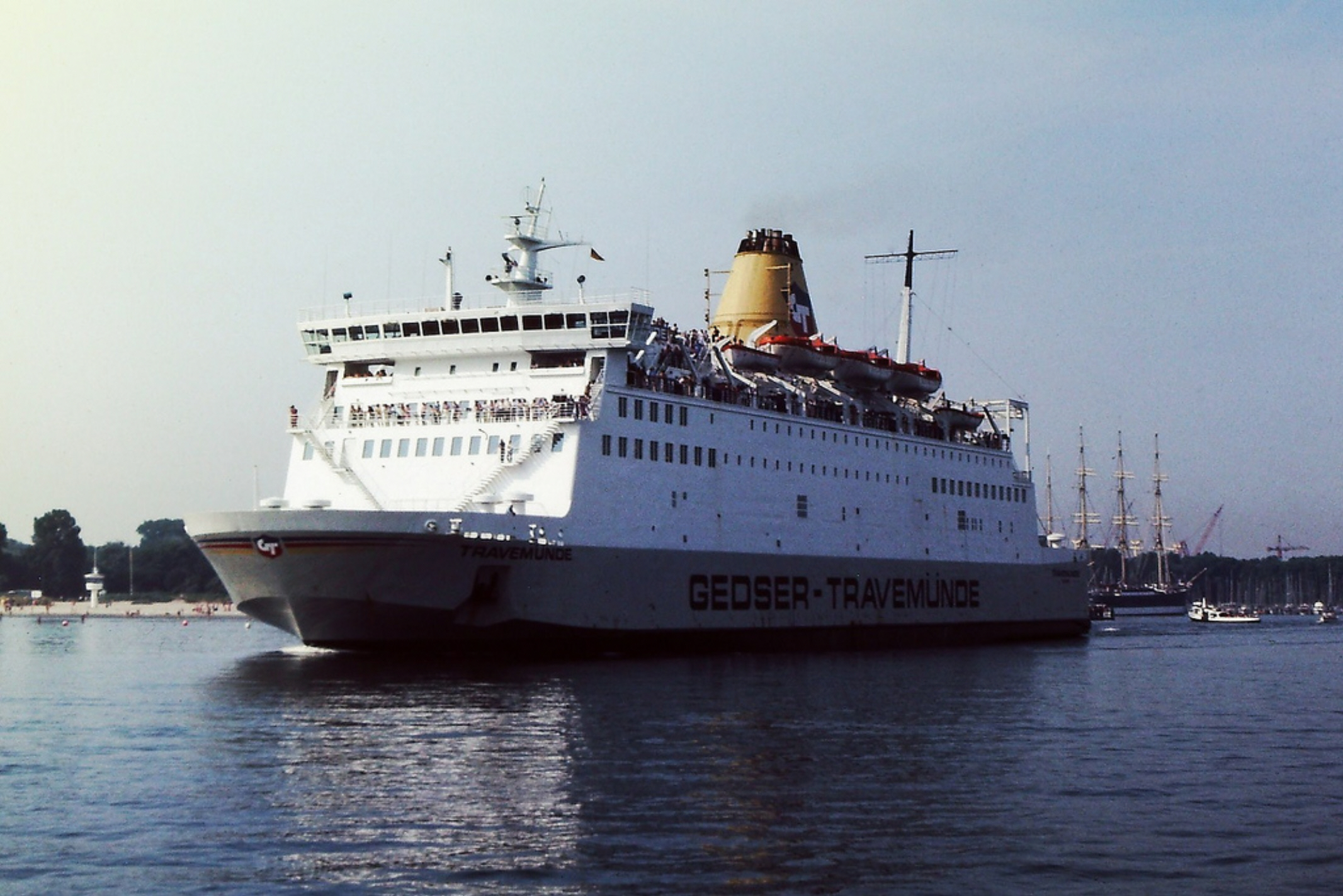
M/S Travemünde, senare bland annat M/S Thjelvar 1997–2003, byggd 1981 för Gedser-Travemünde Ruten A/S
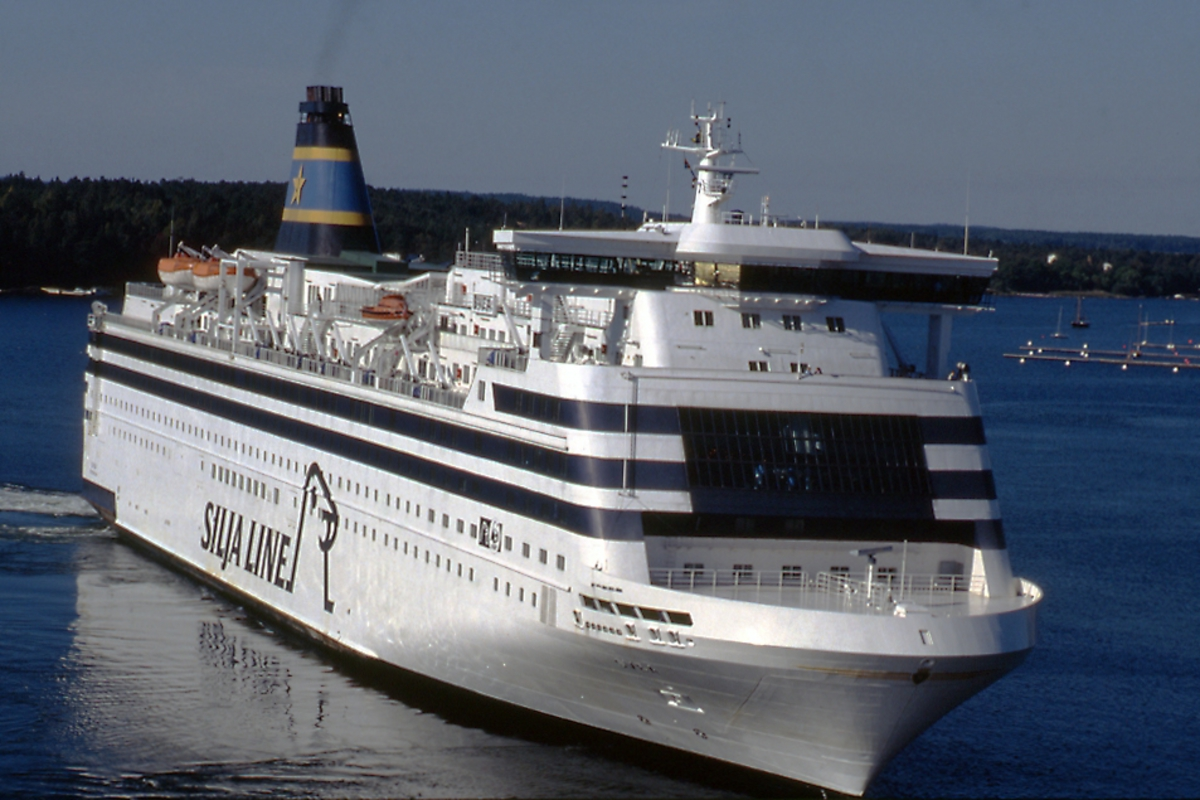
MS Svea, byggd 1985 för Stockholms Rederi AB Svea